# Bad Boy (The Jive Bombers)
Bad Boy è una canzone scritta da Lil Armstrong e Avon Long. Divenne un'hit dei Jive Bombers nel 1957. Ringo Starr ha registrato una cover di Bad Boy per un album omonimo. Altre covers sono degli Escorts, di Mink DeVille, degli Sha Na Na, di Maryann Prince e di David Johansen, sotto lo pseudonimo di Buster Poindexter. È stata utilizzata nella stagione finale dello show televisivo Crime Story e nel film Cry Baby; il film Breathless include la versione di DeVille.